# Methoxyfenozid
Methoxyfenozid ist eine chemische Verbindung aus der Gruppe der Diacylhydrazine. Methoxyfenozid wirkt als Ecdyson-Agonist, der eine verfrühte Häutung der Insekten auslöst. Die Wirkung richtet sich hochselektiv gegen Schmetterlinge; das Insektizid wird eingesetzt gegen Schädlinge wie den Apfelwickler, den Einbindigen und Bekreuzten Traubenwickler, den Maiszünsler oder die Kastanienminiermotte.

## Zulassung
In der Europäischen Union wurde Methoxyfenozid mit Wirkung zum 1. April 2005 für Anwendungen als Insektizid zugelassen.
Methoxyfenozid ist in Deutschland seit 31. Dezember 2015 nicht mehr zugelassen, allerdings mit einer Aufbrauchfrist bis 30. Juni 2017. In der Schweiz ist es in zugelassenen Pflanzenschutzmitteln ebenfalls nicht mehr enthalten.

## Handelsnamen
- Intrepid 2F (Dow AgroSciences)
- Runner (Bayer)
- Bayer Garten Raupenfrei (Bayer)
- GLADIATOR (Dow AgroSciences)